# Amt Ebern
Das (Ober-)Amt Ebern war ein Amt des Hochstifts Würzburg.

## Funktion
In der Frühen Neuzeit waren Ämter eine Ebene zwischen den Gemeinden und der Landesherrschaft. Die Funktionen von Verwaltung und Rechtsprechung waren nicht getrennt. Dem Amt stand ein Amtmann vor, der von der Landesherrschaft eingesetzt wurde. Das Amt Ebern wurde im 18. Jahrhundert als Oberamt bezeichnet. Das war lediglich eine Bezeichnung; eine Überordnung über andere Ämter war damit nicht verbunden. Es war gleichzeitig Zentamt, also Hochgerichtsbezirk.

## Geschichte
Die Statistik des Hochstiftes Würzburg von 1699 nennt 500 Untertanen in einer Stadt, 35 Dörfern und 12 Höfen und Mühlen. Als jährliche Einnahmen des Hochstiftes aus dem Amt wurden abgeführt:
- Schatzung: 68 Reichstaler, 17 Batzen
- Akzise und Ungeld: 261 fl
- Rauchpfund: 476 Pfund

Nach dem Übergang an Kurpfalz-Bayern 1802 wurde das Amt aufgelöst und die Orte überwiegend dem Landgericht Ebern zugeordnet.

### Umfang
Am Ende des HRR bestand das Amt aus der Stadt Ebern und den Orten Bischwind, Brünn, Buch, Eckartshausen, Fierst, Frickendorf, Gemünd, Geroldswind, Gückelhirn mit Todtenweisach, Jesserndorf, Kraisdorf, Lohr, Manndorf mit Ottneuses u. Lind, Mürsbach m. Hilkersdorf, Pfarrweisach, Pfaffendorf, Poppendorf, Preppach, Recheldorf, Reutersbrunn, Ruppach, Untermerzbach und Vorbach.

### Cent
Zur Cent gehörten die Amtsorte und Albersdorf, Allertshausen, Altenstein, Arnsdorf, Birlach, Bottelstadt, Breitenbach, Ditterswind, Dürrnhof, Eichelberg, Ermetzhausen, Eyrichshof, Eyringsmühl, Lützelebern, Fischbach, Fuchsecken, Gauendorf, Gemeinfeld, Hettingsmühl, Herbelsdorf, Heubach, Hofstetten, Insendorf, Junkersdorf, Kaltenbrunn, Kirchlauter, Kotzenwind, Leutzendorf, Lichtenstein, Losbergsgereuth, Obermerzbach, Maroldsweisach, Mölkendorf, Neusess, Pöpkensmühl, Rabelsdorf, Rentweinsdorf, Romersdorf, Sachsenhof, Satzhof, Sandhof, Schenkenau, Schaumberggereuth, Schottenstein, Siegelfeld, Steifferich, Treinfeld, Treimersdorf, Voccawind, Weisenbrunn, Welkendorf, Welsberg, Wüstenbirkach und Wüstengereuth.
Wo das Zentgericht gehalten wurde, ist in den Quellen nicht dokumentiert. Die Fackenhofen-Karte zeigt das Hochgericht etwa 600 Meter ostsüdost von Ebern.

## Amtsgebäude
Das ehemalige Rentamtsgebäude (heutige Adresse: Rittergasse 1) ist ein zweigeschossiger Walmdachbau aus dem 18. Jahrhundert. Das Gebäude wurde später als Wohnhaus genutzt und war das Elternhaus des Dichters Friedrich Rückert. Heute ist es eine Außenstelle des Finanzamtes Zeil.
Das Nachbaranwesen, Rittergasse 3, ein Satteldachbau  und ebenfalls aus dem 18. Jahrhundert, diente als fürstlicher Schüttboden und später als Landratsamt. Beide Anwesen und das zu Rittergasse 3 gehörende Hofportal stehen als Baudenkmal unter Denkmalschutz.
→ Liste der Baudenkmäler in Ebern

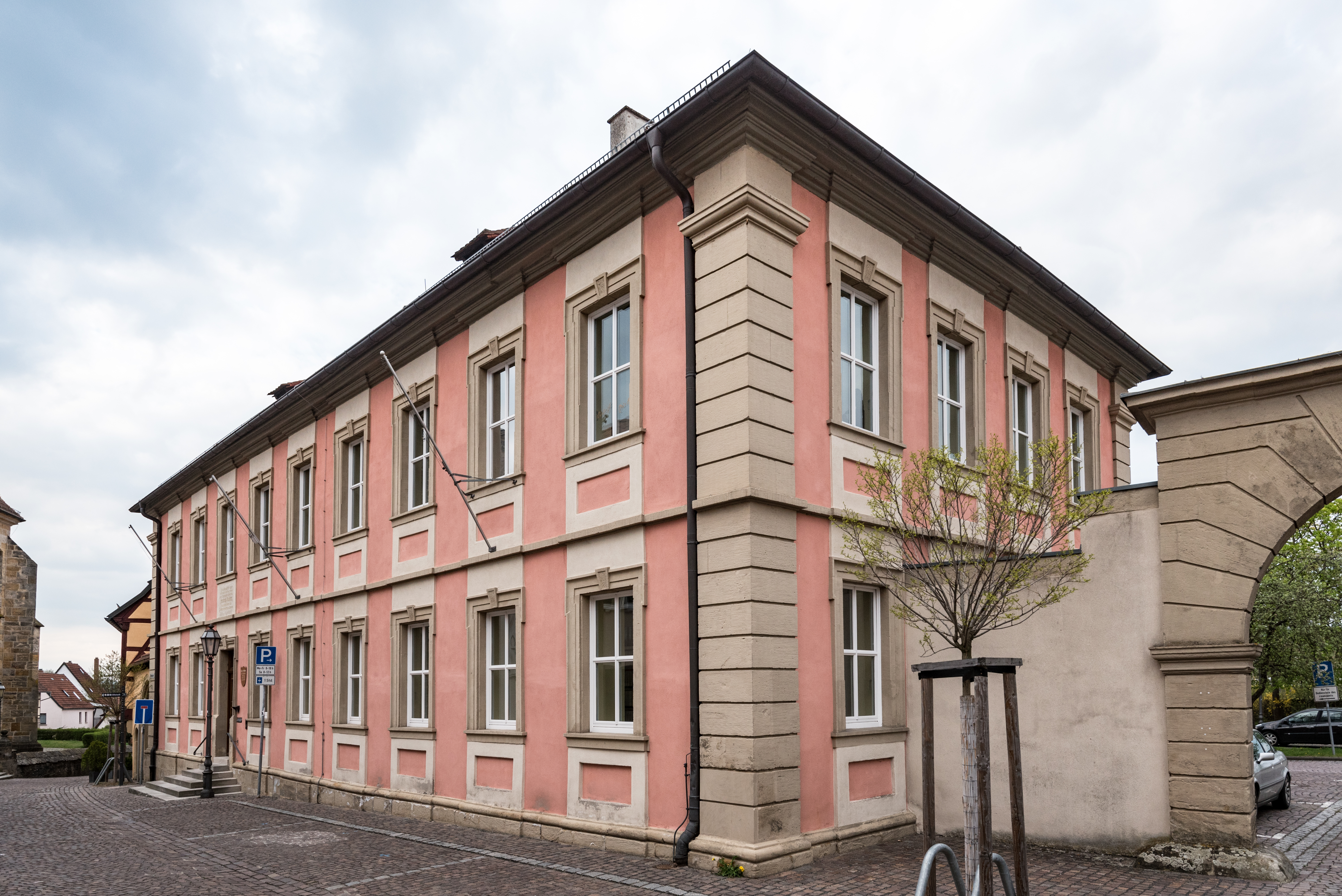
Ehemaliges Rentamtsgebäude
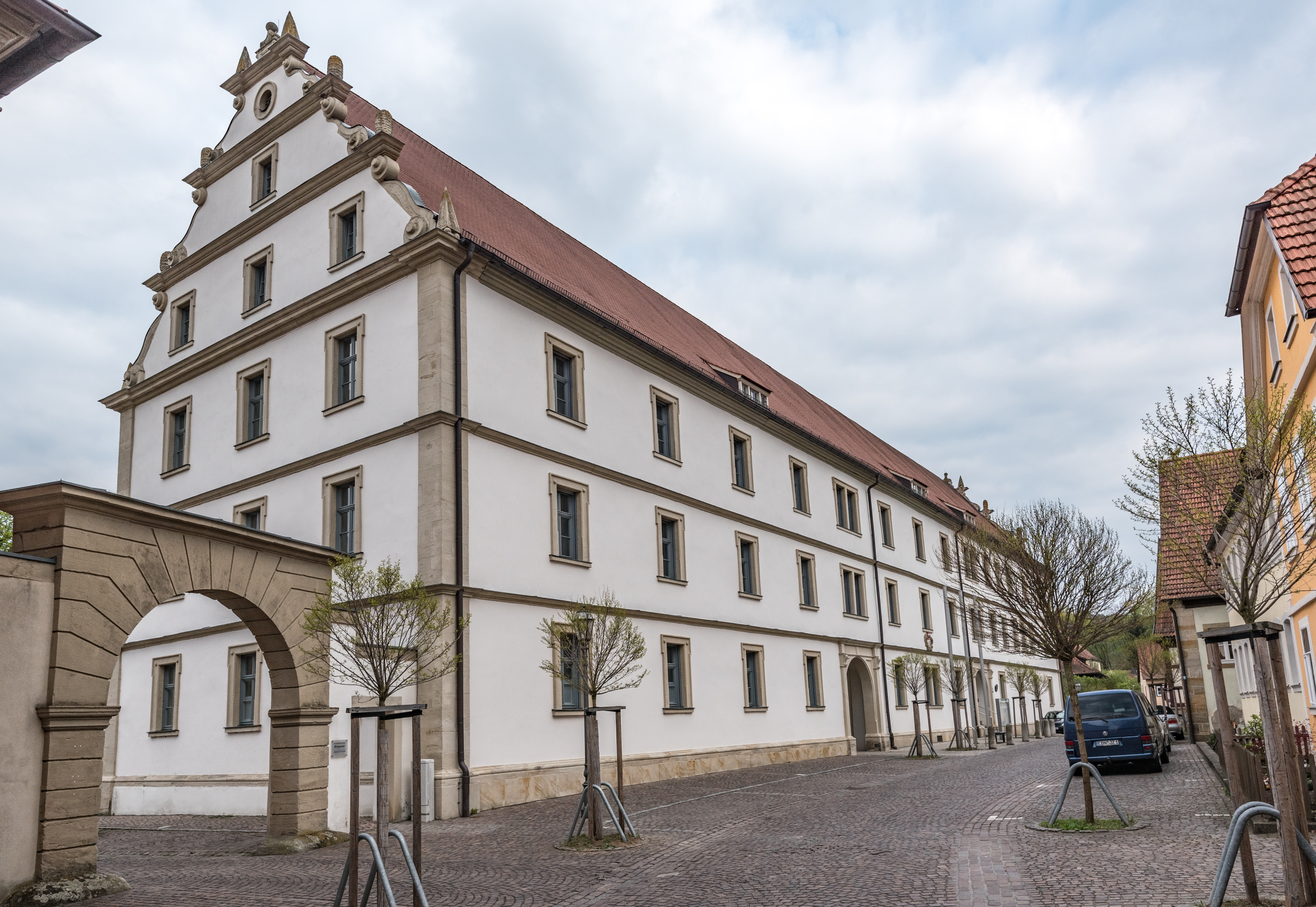
Ehemaliger fürstlicher Schüttboden